# Britanska napoved vojne Japonski
Združeno kraljestvo je 8. decembra 1941 napovedalo vojno Japonski, po japonskem napadu na britanske kolonije Malaja, Singapur in Hong Kong, kar se je zgodilo dan prej, kot tudi v odgovor na bombardiranje ameriškega pristanišča v Pearl Harborju.          

## Besedilo vojne napovedi
gospodje, 
Zvečer 7. decembra je kraljeva vlada v Združenem kraljestvu izvedela, da so japonske sile brez predhodnega obvestila ali vojne napovedi, napadle obalo Malaje ter bombardirale Singapur in Hong Kong. 
Glede tega dejanja, neizzvane agresije, ki je povzročila očitno kršitev mednarodnega prava in zlasti tretjega člena Haaške konvencije glede na stanje sovražnosti, je bilo britanskemu diplomatiku na Japonskem naročeno, da naj obvesti japonsko vlado, da je med obema država razglašeno vojno stanje. 
V mojo čast, z velikim spoštovanjem, 
gospodje, 

vaš poslušni služabnik, Winston Churchill 